# Maurice Plas
Maurice Plas foi um alfaiate e estilista francês radicado no Brasil notório por, ao longo de seus mais de sessenta anos de atividade, ter produzido produtos de luxo para seus clientes, que incluíam executivos, políticos e artistas.

## Biografia
Maurice Plas foi um francês filho de belgas que chegou ao Brasil no ano de 1951. Sua confecção – a Plas – ainda está situada na cidade de São Paulo, à rua Augusta, número 724.